# Florilège de l'invocation
Florilège de l'invocation est un court traité de hadith rassemblant 39 traditions prophétiques relatives à l'invocation de Dieu. Son rédacteur, dont le nom n'est pas connu, y consigne l'enseignement qu'il reçut en Egypte de Khâlid ibn Yazîd en 880 ou 881. Le manuscrit, conservé à la bibliothèque Chester-Beatty de Dublin, est un petit cahier de papyrus. Il s'agit du plus ancien ouvrage consacré aux invocations dont le manuscrit nous soit parvenu. 

## Chapitres
Le traité comporte trois chapitres : 
1. Ce que l’on rapporte au sujet du suprême nom de Dieu qui, lorsqu’il est invoqué, suscite Sa réponse
2. Exhortation à invoquer Dieu
3. De l'invocation